# Adaptive Kompressionsbandage
Im Rahmen der Kompressionstherapie kommen die Adaptiven Kompressionsbandagen, auch Adaptive Kompressionssysteme oder Medizinische adaptive Kompressionssysteme (MAK), zum Einsatz, um die Beine zu entstauen und Ödeme zu reduzieren. Da diese Bandagen mit Klettverschluss am Bein fixiert werden, ist es möglich, den Kompressionsdruck anzupassen, also zu adaptieren (von lat. Verb ‚adaptare‘, anpassen, verändern). 
Diese Produkte werden auch als Wrap-Verbände, Klettbandagen oder Adaptive Kompressionssysteme bezeichnet. 

## Wirkweise
Die Umfangreduktion der Venen durch die Kompressionstherapie hat zwei Effekte. Zum einen können geschädigte Venenklappen ihre Ventilfunktion wieder wahrnehmen, zum anderen wird der Blutfluss beschleunigt. Diese Effekte liegen bereits bei ruhendem Bein vor, verstärken sich aber erheblich, wenn die Muskelpumpen im Sprunggelenk und in der Wade bei Bewegung aktiviert werden. Ein solcher Druck wird im Rahmen der Kompressionstherapie üblicherweise durch Bandagierungen erwirkt. Hierbei kommen Binden, Bindensysteme oder adaptive Kompressionsbandagen zum Einsatz.

## Aufbau

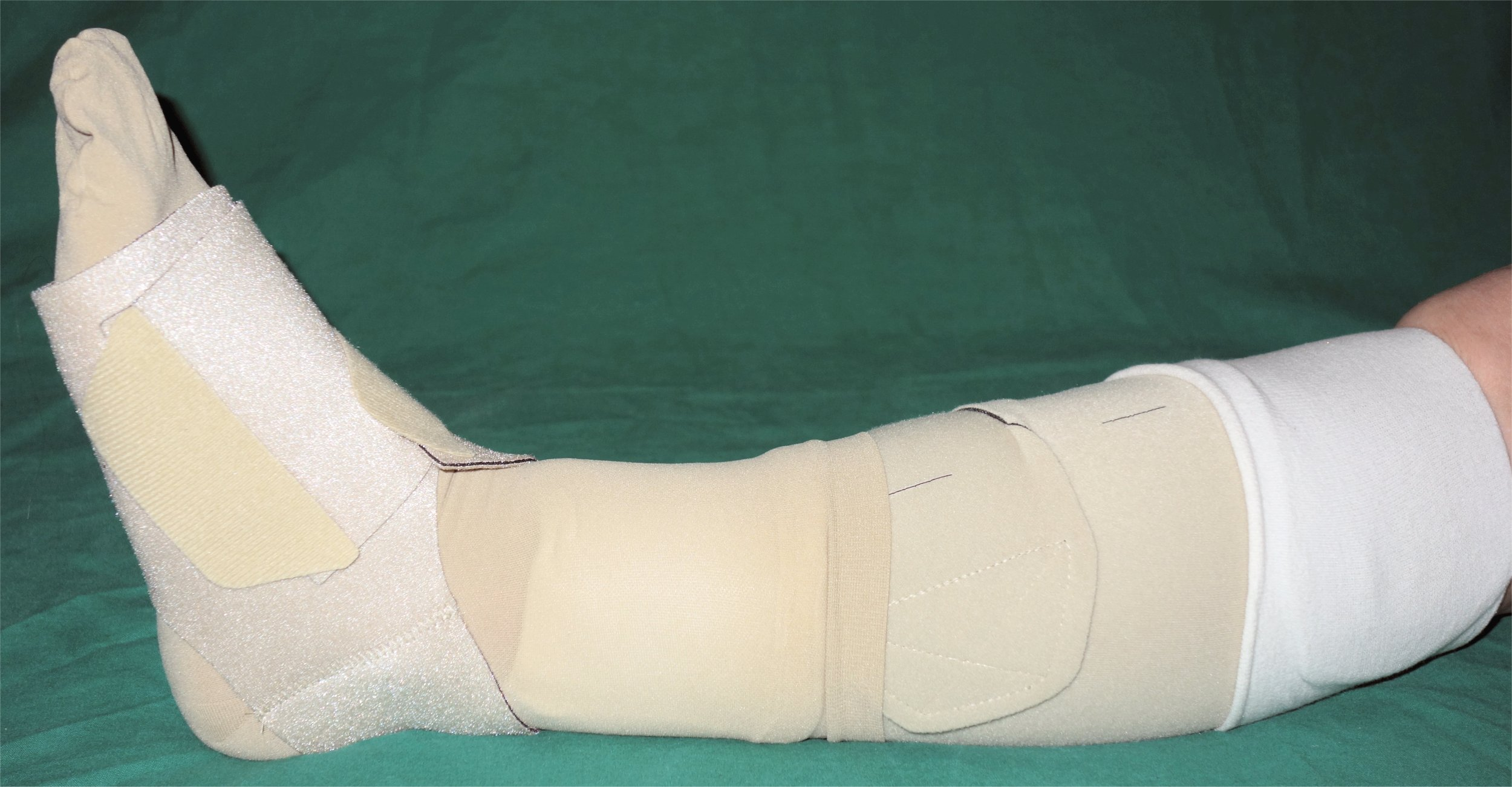
Adaptive Kompressionsbandage mit Druck-Markierungen

Die verschiedenen Modelle von adaptiven Kompressionsbandagen können unterschiedlich aufgebaut sein. Grundsätzlich handelt es sich um eine wenig dehnbare Bandage, die den Unterschenkel umschließt und mit Klett auf sich selbst haftet. Diese Bandage ist für die Maschinenwäsche geeignet und kann wiederverwendet werden. Unterhalb der Bandage kann ein schützender Unterziehstrumpf oder ein sogenannter Schlauchverband angelegt werden. Ein zusätzlicher knöchellanger Kompressionsstrumpf oder eine entsprechend kleinere Bandage kann eingesetzt werden, um den Kompressionsdruck am Fuß zu erwirken. Die Klettverschlüsse ermöglichen bei einigen Modellen dem Patienten selbständiges Nachjustieren des Kompressionsdrucks. Das kann angebracht sein, wenn der Betroffene den bestehenden Kompressionsdruck nicht toleriert, oder wenn der Beinumfang sich aufgrund der Ödemreduktion verringert hat.

## Anwendung

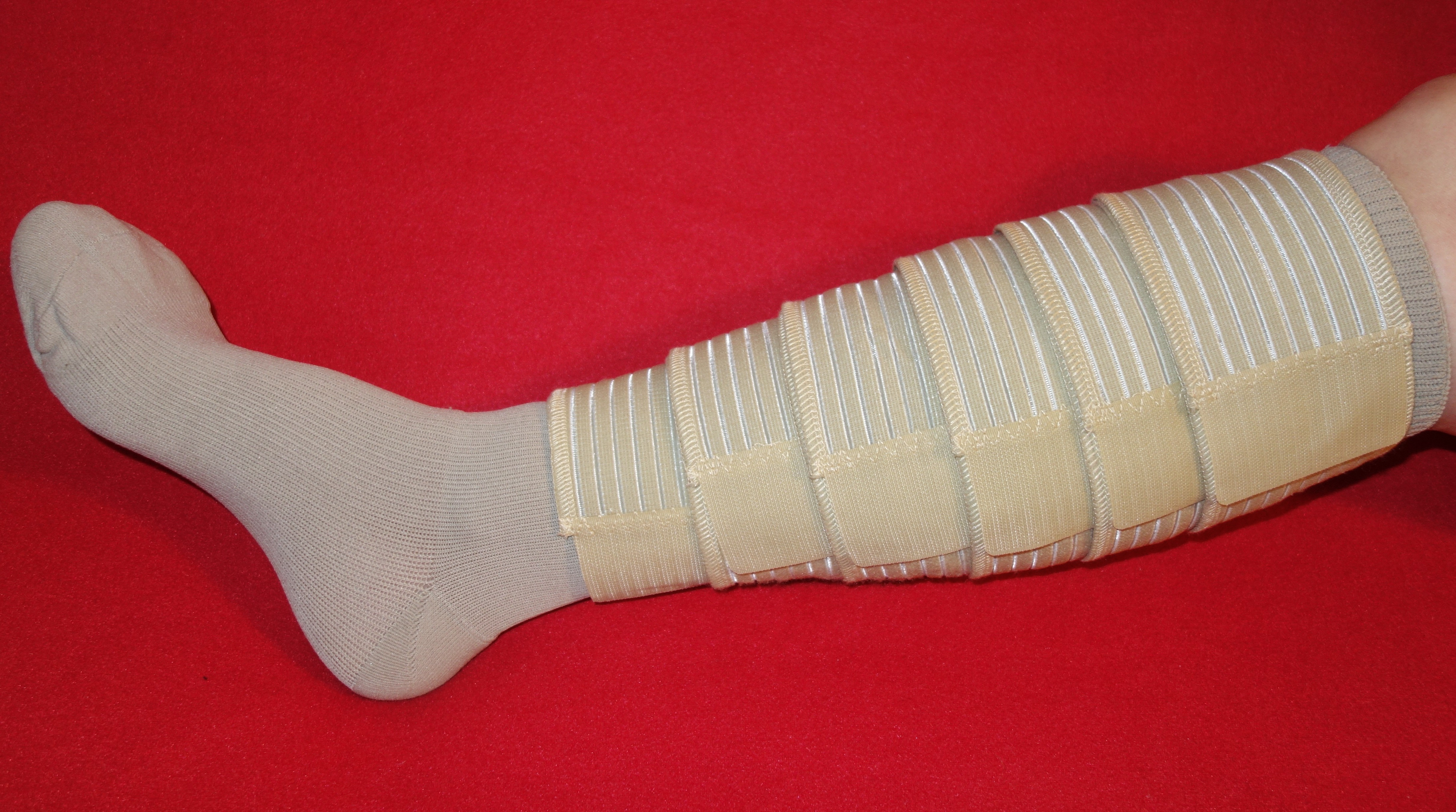
Adaptive Bandage mit mehreren Klettverschlüssen

Adaptive Kompressionsbandagen kommen zu Beginn der Kompressionstherapie in der Entstauungsphase (auch initiale Entstauungsphase) zum Einsatz. Sie dienen der Versorgung von Patienten mit Beinödemen und Ulcus cruris venosum, dem sogenannten „offenen Bein“, und können hierfür auch bei vorliegenden Grund- bzw. Begleiterkrankungen wie dem Diabetes mellitus, der Polyneuropathie und der Peripheren arterielle Verschlusskrankheit (pAVK) angewendet werden.
Je nach Modell wird die Bandage vor dem Anlegen passend zugeschnitten. Der Kompressionsdruck wird durch das Schließen der Klettverschlüsse vom Knöchel bis zum Knie segmental eingestellt. Bei einigen Modellen kann der erzeugte Druck mit einer Schablone und anhand von Markierungen, die sich auf der Bandage befinden, definiert werden. Wenn die Entstauung des Beines – meist nach drei bis vier Wochen – abgeschlossen ist, wird die Kompressionstherapie mit Kompressionsstrümpfen fortgesetzt. 